# Menta de bou
La menta de bou (Mentha spicata) és una espècie de planta amb flors del gènere Mentha dins la família de les lamiàcies (Lamiaceae). És una planta aromàtica molt utilitzada a la cuina, és nativa d'Europa i Àsia però ha estat introduïda arreu del món, també als Països Catalans, d'on no és autòctona.
Addicionalment pot rebre els noms de herba bona, herba de Santa Maria, herba sana, herba sana vera, herba-sana, mendastre, menta, menta borda, menta comuna, menta de caramel, menta de cuinar, menta de fer sopa, menta de jardí, menta de la sopa, menta de les faves, menta de les sopes, menta del consol, menta del mal de panxa, menta del mal de ventre, menta dels horts, menta pebrera, menta romana, menta verda i tarongina. També s'han recollit les variants lingüístiques albarsana, albassana, mendastra, mestrantes i terongina.

## Descripció
Arriba als 30 cm d'alçada. Les fulles, de forma lanceolada, li donen el seu nom ("spica" significa "llança" en llatí) ; són molt aromàtiques, serrades, glabres i piloses pel revers. Les bràctees de la inflorescència són tot just distingibles. Les flors tenen un calze amb cinc sèpals aproximadament iguals i gorja glabra. La corol·la és lila, rosa o blanca, i molt glandulosa, de fins a 3 mm de llarg. Les arrels són extenses i invasives.
La planta creix fàcilment en qualsevol clima temperat. Pot suportar el sol, encara que prefereix la mitja ombra, i la beneficia el sòl argilós. S'hibrida amb facilitat amb altres espècies de Mentha i dona lloc a la menta pebrera (Mentha x piperita) i la menta borda o mentastre (Mentha × villosa).

## Taxonomia
Aquesta espècie va ser publicada per primer cop l'any 1753 al segon volum de l'obra Species Plantarum de Carl von Linné (1707-1778).

### Subespècies
Dins d'aquesta espècie es reconeixen les ... subespècies següents :
- Mentha spicata subsp. condensata (Briq.) Greuter & Burdet
- Mentha spicata subsp. spicata